# 奧克維尤 (加利福尼亞州)
奧克維尤（英語：Oak View）是位於美國加利福尼亞州文圖拉縣的一個人口普查指定地區。

## 地理
奧克維尤的座標為34°23′51″N 119°18′00″W / 34.39750°N 119.30000°W，而該地最高點為海拔高度164米（即538英尺）。

## 人口
根據2010年美國人口普查的數據，奧克維尤的面積為5.082平方千米，當中陸地面積為5.082平方千米，而水域面積為0.000平方千米。當地共有人口4066人，而人口密度為每平方千米800人。